# AXA
AXA je mezinárodně rozšířená bankovní a pojišťovací skupina francouzského původu se sídlem v Paříži. Jedná se o konglomerát samostatně fungujících pojišťoven, které tak mohou snadno naplňovat právní předpisy jednotlivých zemí. Celosvětově nabízí bankovní služby, životní, zdravotní a úrazové pojištění, pojištění majetku, cestovní pojištění nebo například povinné ručení. 
V České republice působila od roku 1995 a kolem roku 2010 měla více než 2000 zaměstnanců, 700 000 klientů a pod správou téměř 78 milionů aktiv. Pojišťovnickou činnost v České republice ukončila 31. srpna 2021, kdy se sfúzovala s konkurenční společností UNIQA.

## Název společnosti
Název AXA není akronym. Bylo zvoleno jako slovo, které dokážou vyslovit lidé na celém světě. Po spojení s konkurenční společností Drouot, k němuž došlo v roce 1982, společnost najala externí specialisty, aby pro ni vybrali nové jméno. Mělo být krátké, aby působilo moderně, vitálně a flexibilně, a zároveň začíná písmenem A, aby se objevovalo na předních pozicích mezi názvy pojišťovacích skupin seřazených podle abecedy.

## Společenská zodpovědnost
AXA group podporuje některé charitativní a dobročinné aktivity v České republice. Je generálním partnerem charitativní sbírky Světluška, která pomáhá nevidomým, a přispívá i projektu Plaváček, který podporuje děti s tělesným a mentálním postižením. Dále přispívá Nadaci Křižovatka nebo iniciativě Na zelenou zaměřující se na budování bezpečných cest v okolí škol a dětských zařízení.